# 呂紹
呂 紹（りょ しょう）は、五胡十六国時代の後涼の第2代天王。字は永業。懿武帝呂光の嫡子。

## 生涯
龍飛元年（396年）に立太子される。龍飛4年（399年）に懿武帝が危篤となると呂紹を天王に、懿武帝の庶子で、呂紹の異母兄である太原公呂纂を太尉、常山公呂弘を司徒に、それぞれ任じた。臨終前に三寇（乞伏乾帰・段業・禿髪烏孤）が未平定であり、懿武帝の死後は呂纂に軍政を、呂弘に民政を託すようにとの遺勅を受けた。
懿武帝の死後、呂紹はその喪を伏せていた。従兄弟の呂超は呂纂が兵権を有している事に不安を抱き、天王位継承を確実なものにするため呂紹に進言して呂纂から兵権を回収することを意図したが、呂紹はこの計画に同意を与えることはなかった。しかし自らが呂纂に殺害され天王位が簒奪されることを恐れた呂紹は、呂纂に譲位を申し出たが、呂纂は辞退した。この事態に呂紹により殺害される危険を感じた呂纂は呂弘と共に反乱を企て、宮廷に軍を率いて侵入した。
攻撃を受けた呂紹は宮廷内で自殺した。